# George Hoellering
George Hoellering (vor der Emigration Georg Michael Höllering; geboren 20. Juli 1897 in Baden bei Wien; gestorben 10. Februar 1980 in London) war ein österreichisch-britischer Kinomanager und Filmregisseur.

## Leben
Georg Michael Höllerings Vater Georg Höllering war Theatermusiker und Theaterdirektor. Sein älterer Bruder war der Journalist Franz Höllering (1896–1968) Seine Schwester Anna Höllering (1895–1987) war Schauspielerin und später Editorin im deutschen Film. Die weitere Schwester Magdalena Höllering (1899–1994) emigrierte später nach England.
Georg Michael Höllering hielt von 1919 bis 1924 die Lizenz für das 1906 gegründete Schikaneder Kino im Wiener Bezirk Wieden. Er arbeitete in der Filmindustrie und drehte und schnitt medizinische Lehrfilme. 1932 war er in Deutschland an der Produktion der Spielfilme Tannenberg und Kuhle Wampe oder: Wem gehört die Welt? beteiligt. Unter der nationalsozialistischen Bedrohung zog er 1932 zurück nach Wien, wo 1933 sein Sohn Andreas geboren wurde. Nach dem Februaraufstand 1934 ging er nach Ungarn, wo er mit dem Kameramann László Schäffer in der Puszta von Hortobágy den Film Hortobágy drehte. Den Budapester Bankangestellten László Passuth konnten sie für die Finanzierung der Dreharbeiten gewinnen, und der spätere Schriftsteller Passuth assistierte in seinem Urlaub beim Drehen. Für das entstandene dokumentarische Filmmaterial schrieb  Zsigmond Móricz eine Geschichte und ein Drehbuch.
Der Film wurde im Januar 1937 in Wien uraufgeführt und im März 1937 in Budapest, wo er beim Publikum durchfiel, aber in der Presse, so von Sándor Márai, gut aufgenommen wurde. Der Spielfilm mit Laiendarstellern nahm weder auf die Sehgewohnheiten noch auf das Unterhaltungsbedürfnis des städtischen Kinopublikums Rücksicht und erschien zudem der zeitgenössischen Filmkritik mit 80 Minuten als zu lang.  Auch die unterlegte Musik von László Lajtha entsprach nicht den erwarteten Puszta-Klängen, mit denen die Operetten- und Filmmusik den Publikumsgeschmack geprägt hatte. Der Film erhielt von der Filmzensur des Horthy-Regimes vier Schnittauflagen von insgesamt zehn Minuten, die Zensoren stießen sich an den Begattungsszenen bei Pferden und bei Störchen, der Geburt eines Fohlens und dem Vergraben eines Pferdekadavers. Der Film konnte aber ungeschnitten exportiert werden und blieb so auch als Ganzes erhalten. In Großbritannien kam  wegen möglicher Vorbehalte im Publikum die ungeschnittene Fassung auch erst nach 1945 zur Aufführung.
1936 emigrierte Höllering mit Frau und Kind nach Großbritannien und wurde von Elsie Cohen im Programmkino „Academy Cinema“ in der Londoner Oxford Street beschäftigt, Bombenschäden unterbrachen ab dem Jahr 1940 den Betrieb. 1940 wurde Hoellering kurzzeitig als Enemy Alien auf der Isle of Man interniert, wo er mit Hans Gál im  Lagertheater die Ballade vom deutschen Refugee zur Aufführung brachte. Ab 1942 produzierte Hoellering im Auftrag des britischen Informationsministeriums mehrere Dokumentarfilme. Unter anderem drehte er mit dem Erzbischof von Canterbury William Temple 1944 den Dokumentarfilm Message from Canterbury und traf dabei auf T. S. Eliot. Dieser erhielt eine Sprechrolle in dem 1951 von Hoellering gedrehten Film Murder in the Cathedral nach Eliots Versdrama Mord im Dom. Für die Musik holte Hoellering erneut Lajtha. Der Schwarz-Weiß-Film wurde bei den Internationalen Filmfestspielen von Venedig 1951 ausgezeichnet.   
Ab 1944 bis 1980 war Hoellering Direktor des „Academy Cinema“, das in seiner Ära auch zum Multiplex-Kino umgebaut wurde, und von 1967 bis 1972 war er Mitglied des Verwaltungsrates des British Film Institute, einer weiteren Institution des britischen Kulturlebens. Daneben war Hoellering langjähriger Vorstandsvorsitzender von Film Traders Ltd., das sich auf den Verleih fremdsprachiger Filme spezialisiert hatte.

## Filme
- Jagd auf dich. 1929. Produzent
- Kuhle Wampe oder: Wem gehört die Welt?. 1932. Produktionsmitarbeiter
- Hortobágy. 1936. Regie[11]
- Message from Canterbury. 1944. Regie
- Murder in the Cathedral. 1951. Regie